# 松本麻衣子
松本 麻衣子（まつもと まいこ、1982年8月17日 - ）は、毎日放送のアナウンサー。愛称は『マイコー』など。毎日放送を含むJNN・JRN加盟局の優秀なアナウンサーを表彰するアノンシスト賞で、2016年度に「告知CM部門」の優秀賞、2018・2020年度に「テレビ・読みナレーション部門」の優秀賞、2019年度に「CM部門」の最優秀賞を受賞している。
2013年10月に、セレッソ大阪→京都パープルサンガでDFとして活躍した元・プロサッカー選手の鈴木悟と結婚。本名は鈴木 麻衣子（すずき まいこ）だが、結婚後も旧姓の松本名義でアナウンサーとして活動している。
兵庫県姫路市の出身で、2023年2月6日には、同市から「姫路ふるさと大使」を委嘱されている。

## 来歴・人物
実父の仕事の関係で、小学生時代に一時大分県へ移住していたが、中学・高校生時代に姫路市内で再び生活。幼少期には、タカラジェンヌになることを志していた。
兵庫県立姫路西高等学校を経て、学習院大学に進学。大学時代には、ホノルルマラソンで完走を果たしている。
大学卒業後の2005年4月1日付でアナウンサーとして毎日放送へ入社すると、同園7月30日に、アナウンサーとしてのお披露目を兼ねて『開幕!オーサカキング』（当時毎日放送が大阪城公園で催していたイベント「オーサカキング」の開幕特別番組）に出演。来客者1万人に無料で振る舞うスイカを、7時間の生放送中に切り分けた。この成功を受けて、オーサカキングでは、翌年から最終年の2008年まで新人アナウンサーによる企画が続けられた。その後は、MBSテレビの『ちちんぷいぷい』、『明石家電視台』や、MBSラジオの音楽番組を中心に出演している。
『ちちんぷいぷい』では当初、アナウンサー企画コーナー「角の☆〜い印」金曜のみ出演。2006年1月20日には、八木早希の代役で初めてアシスタントを務めた。さらに、同年10月11日からは、退職する小野陶子の後任として水曜日の放送でアシスタントを担当。2007年10月からは火曜日、2008年4月からは木曜日へ移動しながらも、アシスタント兼取材リポーターとして出演を続けた。その後、同番組に出演していた上田悦子の産休を受けて、2010年4月6日から再び火曜日のアシスタントを務めている。2011年からは、火曜日のアシスタントを担当する一方で、海外取材企画「リアル世界くん」や「水曜生中継」のリポーターを務めることもある。2013年1月30日放送の「水曜生中継」では、女性アナウンサーで初めて滝中継（徳島県神山町の「神通滝」）のリポートを担当。2014年には、4月から9月まで、金曜日でもアシスタントを務めていた。
2006年3月6日からは、西村麻子の産休による降板を受けて、『VOICE』の月・火曜サブキャスターを担当。その後、木曜のサブキャスターに転じて、2007年9月まで出演した。2010年10月から2014年4月4日までは、木・金曜のサブキャスターを担当している。
2006年11月からは、『ちちんぷいぷい』と同じく、小野の後任で『明石家電視台』にも5代目のアシスタントとして出演。共演の明石家さんまから「10手先を考えて話をする」との金言を受けるほどトークや進行振りを評価されたこともあって、2014年4月29日放送分まで7年半にわたってアシスタントを務めた。その一方で、サントリー1万人の第九（2012 - 2014年）や神戸コレクション（2014年3月2日に開催の「2014 SPRING/SUMMER」）など、MBSテレビでダイジェスト番組を放送する毎日放送主催のイベント・コンサートで会場の進行役（MCやアシスタント）も任されている。
2008年4月からは、当時出産・育児休暇中だった松川浩子に代わって、毎日放送の代表として地上デジタル放送推進大使“TEAM2011”のメンバーを務めていた。公式ブログのタイトル画像には、“TEAM2011”のユニフォーム姿で撮った写真が使われていた。ただし2010年度以降は、アナウンサー業務が多忙なこともあって、メインメンバーの座を前田阿希子に譲る格好でサポートメンバーに回っていた。
ちなみに、MBSラジオの音楽番組（後述）でパーソナリティを務めていた時期には、音楽イベントやコンサートの取材、アイドルやアーティストへのインタビュー、公開録音の進行なども手掛けていた。2008年4月から1年間出演したMBSラジオ『MBSサウンドキングダムDEEP』火曜日では、アイドル好きで知られる松本美香と共演。「W松本が女2人だけで（放送を）やってます」と称して、自身によるインタビュー・公開録音の音源などを交えながら、生放送を進めていた。
その一方で、Jリーグ公式戦のテレビ中継でピッチリポーターを務めるなど、テレビ・ラジオを問わずスポーツ関連の番組に登場する機会も多い。2010年8月25日にMBSラジオ『MBSタイガースナイター』で放送された阪神タイガース対広島東洋カープ戦中継（京セラドーム大阪）では、阪神側のベンチリポートを初めて担当。2010年度・2011年度のナイターオフシーズンには、MBSの女性アナウンサーでただ1人、『MBSとらぐみタイガースライブ!』（当時火-日曜日に放送されていたMBSラジオの阪神情報番組）にレギュラーで出演していた（土曜日担当）。2011年以降は、『MBSタイガースライブ』→『MBSベースボールパーク』（いずれも『MBSタイガースナイター』の後継番組）のベンチリポーターを務めながら、阪神鳴尾浜球場などで阪神の若手選手関連の取材を精力的にこなしている。
2013年4月からは、MBSテレビのスポーツ情報番組『カワスポ』（2014年4月以降は『月刊カワスポ』）にもレギュラーで出演。同年8月の2013年世界陸上競技選手権大会期間中には、毎日放送の取材リポーターとして、開催地のモスクワに派遣されている。
プライベートでは、サッカー選手から番組制作会社のディレクターに転身した鈴木と、サッカー中継を通じて知り合った末に結婚した。2013年10月29日（火曜日）には、その旨を『ちちんぷいぷい』のオープニングで発表。結婚後に第1子の妊娠が判明したことから、2014年10月以降はレギュラー番組を事実上同番組の火曜日に限っていた。2015年2月3日放送分で妊娠8か月であることを発表した後に、同月24日放送分での降板を経て、同年3月から産前産後休暇を取得。この休暇を機に、2014年4月から月曜日のアシスタントに復帰した松川が、火曜日のアシスタントも兼務している。
2016年4月に、アナウンサーとして職場へ復帰。復帰後は、『上泉雄一のええなぁ!』（MBSラジオ）の金曜日にコーナーレギュラーとして出演するほか、『ちちんぷいぷい』でVTRコーナーのナレーターを務める。さらに、9月にはJリーグ・ガンバ大阪主催公式戦中継のピッチリポーターに復帰。10月から2017年3月までは、MBSラジオの『スマラジw』（平日夜間のナイターオフ期間限定番組レーベル）で、水曜日に復帰後初の冠番組『マイコー・ミュージック』のパーソナリティを担当していた。その一方で、同番組の担当期間中に第2子を懐妊していることを公表したため、2017年4月14日から2度目の産前産後休暇に入った。
2018年3月14日付で、アナウンサーとして再び職場へ復帰。復帰を機に、『ちちんぷいぷい』のVTRナレーターやリポーターを再び務めるかたわら、『上泉雄一のええなぁ!』へのレギュラー出演も再開している。その一方で、休暇へ入る前に先輩アナウンサーの上泉雄一・武川智美・田丸一男と共に収録した日本盛のラジオCM（2017年3月に『日本盛プレゼンツ 居酒屋阿希子』内で放送）で、2016年度アノンシスト賞告知CM部門の優秀賞を受賞した。
2018年12月5日からは、当時の後輩アナウンサー・豊崎由里絵（2019年10月31日付で毎日放送を退社）の第1子懐妊に伴う産前産後休暇を背景に、『ちちんぷいぷい』水曜日のアシスタントを豊崎から継承。2018年度には、アノンシスト賞のテレビ・読みナレーション部門で、個人として優秀賞を受賞した。
2019年の4月改編からは、『ちちんぷいぷい』の出演曜日を金曜日へ変更したほか、後枠で新たに編成される『ミント!』などにもレギュラーで出演。『ちちんぷいぷい』では、2021年3月12日（金曜日）の最終回（「フィナーレウィーク」最終日）で、歴代最後のアシスタントとして21年半にわたる番組の「フィナーレ」に立ち会った。その一方で、個人で担当したブンセンラジオCM（「塩っぺしいたけ」編2パターン）のナレーションで、2019年度アノンシスト賞CM部門の最優秀賞を受賞。2021年3月5日（金曜日）の『ちちんぷいぷい』生放送中に「歌が聴こえる」（バイク川崎バイクのショートショート）の朗読（同僚のアナウンサーである上田悦子・井上雅雄との群読）を披露したところ、2020年度アノンシスト賞のテレビ・読みナレーション部門優秀賞を2人と共同で受賞した（個人では同部門で通算2回目の受賞）。
なお、「新日本放送」時代の1959年3月1日からテレビ放送事業とラジオ放送事業を兼営してきた毎日放送は、2021年4月1日付でラジオ放送事業を「株式会社MBSラジオ」へ移管。毎日放送は移管を機にテレビ単営局へ移行したが、松本はアナウンス職のまま同社の総合編成局（移管を機に新設）へ在籍する一方で、株式会社MBSラジオが制作・放送する番組にも「MBSアナウンサー」として出演している。もっとも、『ミント!』と『ちちんぷいぷい』が移管の前月（2021年3月）に相次いで終了したことなどから、移管後のテレビ番組ではナレーションや定時ニュースを主に担当している（育児との兼ね合いもあり、高井美紀急逝後のテレビ『医のココロ』や、早朝枠移動後のラジオ『上泉雄一のええなぁ!』は担当していない）。

## エピソード
- 『MBSサウンドキングダム』火曜日に出演した時期には、“国王（メインパーソナリティ）”を務めた増田英彦が、松本のアニメ声を絶賛。松本自身も、リスナー投稿企画（「後輩マイコーのコーナー」など）や、番組内のジングルでたびたびその声を披露していた。
- 『ちちんぷいぷい』でも、2008年4月7日放送分から第1子の産前産後休暇による降板直後まで、先輩アナウンサー・関岡香の後任として「血液型別ぷいぷい占い」（エンディングのアニメーション）でアニメ声によるナレーションを担当。「明日も元気に ちちんぷいぷい」というエンディングコールも、松本の声であった（いずれも放送前に収録）[16]。松本自身が担当終了後に明かしたところによれば、アニメーションムービーに花が描かれていることから、「花が喋っている」という設定で声を当てていたという。
- 『ちちんぷいぷい』でアシスタントや取材リポーターを担当した時期には、同番組に出演する同僚の女性アナウンサーとの共同企画として、オリジナルのスイーツを考案したことがある。
  - 2007年には、八木・松川と共同で“ぷいぷいケーキ”をプロデュース。同年4月に阪急百貨店うめだ本店で開かれた「ちちんぷいぷい物産展」で、期間限定商品として販売した。
  - 2008年には、八木・上田悦子と共同で“飲むパフェ”をプロデュース。同年度のオーサカキング会期中に、会場の大阪城西の丸庭園内で販売した。
- 趣味はサッカー観戦。宮本恒靖のファンであることを出演番組で公言していて、宮本が引退を公表した後のインタビューでは涙を流していた。また、ガンバ大阪の応援・情報番組『GAMBA TV〜青と黒〜』（MBSテレビ）にも、不定期で出演している。『痛快!明石家電視台』で長らく共演していた間寛平は、中学校3年の時に松本の実母と同じクラスにいた。
- 小学生時代には、当時オリックス・ブルーウェーブの主力打者だった藤井康雄のファンクラブに入っていた。「顔立ちや本塁打の軌道が好きだった」とのことで、当時の自宅がお互いに近かった縁から、藤井本人も当時から松本と面識がある。
- 2020年からは、毎日放送アナウンサーとしての活動と並行しながら、instagram上に個人アカウントを開設（#外部リンクを参照）。新型インフルエンザ等対策特別措置法に基づく緊急事態宣言の下で不要不急の外出の自粛が要請されていた同年5月に、他のインスタグラマーがいわゆる「美文字」を書いている姿を写した動画を見たことがきっかけで、自身のアカウントでも筆ペンで書いた文字の画像を頻繁に公開している。本人曰く「小学生の1年時から6年時の途中まで書道教室で文字の書き方を学んだ程度の腕前で、今は『美文字』（を書けること）を目指して練習中」とのことだが、公開した画像の文字には毎日放送の内外から「美文字」との評価を寄せられることが多く、本人が「文字」に関する局外のイベントやインタビュー記事へ登場するまでに至っている[17][18]。

## 担当番組

### 現在
- MBS NEWS（テレビ・ラジオとも不定期で担当[19]）

毎日放送が在阪局でいち早く国際連合の「SDGメディア・コンパクト」へ参加していることを背景に、テレビ・ラジオ兼営局時代の2020年10月からは、国際連合が定める「SDGs17の目標」を啓発するアナウンサー企画にも参加している。
「SDGsのススメ」（2020年10月19日から2021年3月1日まで『ちちんぷいぷい』で毎週月曜日に放送されたロケ企画）では、5番目の目標（「ジェンダー平等を実現しよう」）関連の取材を担当する予定だったが、実際には取材の機会がないまま放送を終了。『ちちんぷいぷい』の終了後は、後継番組の『よんチャンTV』内で5秒間放送される「みんなでやろう!SDGs」で、5番目の目標達成に向けた標語紹介のVTRに登場している。

#### テレビ
- よんチャンTV
  - 2021年度には「アナおび」（後輩のアナウンサーが日替わりでリポートを担当していた月 - 金曜日の企画枠）の全曜日分、2022年度には「よんチャンバラエティー」の一部（「アナおび」枠から継承したロケ企画）で、企画ごとに声色を変えながらナレーションを担当[20]。
    - 2021年6月14日（月曜日）・15日（火曜日）放送分では、全編のアシスタントを急遽担当した。先輩アナウンサーで『ちちんぷいぷい』でもコンビを組んでいたメインパーソナリティの河田直也が前週（11日）に新型コロナウイルスへ感染したことに伴って、前日（10日）まで月 - 木曜日に河田のアシスタントを務めていた後輩アナウンサー（当時）の野嶋紗己子が、PCR検査で陰性が確認されながら大事を取って出演を見合わせたことによる（メインパーソナリティの代理は先輩アナウンサーの山中真）。
- 発掘!アーカイブ探検隊（2022年11月13日から月に1回のペースで日曜日の深夜＜月曜日の未明＞に放送）
  - 毎日放送本社内の映像ライブラリーに収蔵されている放送済み映像の記録メディアから、視聴者のリクエストなどを基に厳選した映像に解説を付けた再放送番組で、ナレーションを担当。
- KICK OFF! KANSAI（ナレーター、2023年4月1日 - ）
- みんなの甲子園（選抜高等学校野球大会のダイジェスト番組） - 2024年（第96回大会）からナレーションに参加
- 土曜のあさはほめるちゃん（ナレーター、2024年4月20日 - ）番組キャラクターであるほめるちゃんの声優兼番組のナレーションを務めている。

#### ラジオ
- 大畑大介の"ひょうご五国”へLET'Sトライ!（2019年4月7日 - ）
  - 出身地の兵庫県が協賛している番組で、2019年4月7日から2021年3月28日までは、毎週日曜日の21:00 - 21:30にレギュラーで放送。この期間には、市川いずみとともに大畑のパートナーを務めていた。2021年4月改編で『MBSマンデースペシャル』枠などでの不定期放送へ移行してからも、パートナーとして単独で出演。

以下の番組にはいずれも、不定期で出演。
- 松井愛のすこ〜し愛して♥
  - 1度目の産前産後休暇から復帰した2016年度から、『上泉雄一のええなぁ!』出演日の本番前を含めて、番組内の「MBSニュース」を随時担当している。
  - 先輩アナウンサーでもある松井愛が夏季休暇で休演した2016年8月10日（水曜日）には、『松本麻衣子のすこ〜し愛して♥』というタイトルで、パーソナリティ代理を務めた。松本がラジオ番組でパーソナリティを担当するのは、1度目の職場復帰後初めてであった。2度目の職場復帰後も、2018年8月17日（金曜日）・2019年12月3日（火曜日）・2024年8月12日（月曜日・山の日の振替休日）放送分にパーソナリティ代理として出演。
- コトノハ
  - 「コトノハ」（言葉）にこだわった毎日放送アナウンサー室制作の事前収録番組で、2021年10月4日から毎週月曜日（2023年9月25日までは21:45 - 22:00 → 同年10月2日以降は21:30 - 21:45）に放送。

MBSラジオでは、「Mラジ」という愛称でラジオ放送事業を始めた2021年4月1日から、時刻を伝えるアナウンス（ECCの時報CMに続いて放送）、「ポチっと（ポチっと）ポチっとMラジ（ポチーっ!）」というステーションジングル、「夕方も（夕方も）ポチっとMラジ（ポチーっ!）」というジングル（同年10月4日から「夕方もポチっとMラジ」レーベルの生ワイド番組の冒頭に挿入）に松本が声を当てた音源を使用している。「夕方もポチっとMラジ」では、2023年4月3日から月 - 木曜分に設けられた「ポチっとMini枠」（自身を含めて毎日放送のアナウンサーが週替わりで出演する事前収録のコーナーで16:50頃から8分間内包）でもタイトルコールを担当。

### 過去

#### テレビ
- ちちんぷいぷい
  - 1度目の産前産後休暇に入ってからも、休暇前に収録した「血液型別ぷいぷい占い」とエンディングコールを、2015年3月まで放送していた。2016年4月に復帰してからは、「石田ジャーナル」のナレーションや、生中継のリポートを不定期で担当[21]。同年5月25日から2017年3月29日までは、「旬果秋冬 今年はど〜う?」（宇都宮まきのリポートによる水曜日のVTRロケコーナー）のナレーターをレギュラーで務めていた。
  - 2度目の産前産後休暇をはさんで、2018年3月から、VTRロケ企画（金曜日の「笑い飯哲夫の明るく楽しいお寺ツアー」など）のナレーターとして再び復帰。同年4月からは、不定期ながら、リポーターも再び務める。同年7月28日（火曜日）に生放送の『ちちんぷいぷい×VOICE みんなでとびだせっ! 夏の5時間ぶち抜きスペシャル』（『VOICE』との合同特別番組）で、1度目の産前産後休暇直前以来、3年4か月振りに全編のアシスタントを担当[22]。同年10月から2019年3月までは、「私たちスルーできないっ!」（金曜日のVTR取材コーナー）の担当として、市川いずみとの隔週交代ながらレギュラー出演を再開している[23]。同年12月5日からは、同コーナーの担当と並行しながら、水曜日で3年9か月振りにアシスタントへ本格復帰。2019年4月5日から2021年3月12日の最終回まで、主に金曜日のアシスタントを担当していた。
- 痛快!明石家電視台
  - 2006年11月13日から2014年4月29日まで、第5代のアシスタントを担当。アシスタントを降板後も、オープニングのタイトルコールなどに松本の声が使われていた。
  - 1度目の産前産後休暇から復帰した2016年には、年に1 - 2回放送される「MBSアナウンサー大集合スペシャル」に、アナウンサー・元アシスタントの1人として出演。2021年3月からナレーターを務めていた後輩アナウンサーの藤林温子が体調不良を理由に2022年3月末から3ヶ月にわたって休職したこと[24]を背景に、2022年5月9日放送分から7月25日放送分までナレーターを引き継いでいた。
- デザイナー（JNN系列全国ネット、ゲスト出演第15話）
- 知っとこ!（JNN系列全国ネット、新人アナウンサー時代にエンタメコーナーを担当）
- パンダが町にやってくる（JNN系列全国ネット、『ちちんぷいぷい』取材リポーター役としてゲスト出演）
- 亀ちゃんのタイガースに檄!（GAORA）
- 猛虎ファイル→withタイガース（ナレーターと阪神タイガース選手へのインタビュアーを担当）2011年度までの『猛虎ファイル』時代には不定期で出演
- 毎日新聞テレビ夕刊（産休中だった松川の後任としてキャスターを担当）
- USJファン!（不定期）
- J-LEAGUE WIDE（TBSチャンネル（2011年まではBS-TBS））関西地区ベンチリポート担当（MBSローカルも担当）
  - 2014年には、スカパー!（スカチャン）のガンバ大阪ホームゲームのベンチリポートも担当。1度目の産前産後休暇から復帰後の2016年にも、9月以降の中継でリポーターを務めた。
- 大阪マラソン2011 走り出した情熱のランナー（2011年10月30日、第1回大阪マラソンの生中継を兼ねた特別番組） - 京セラドーム大阪前（19km及び20.5km地点）のリポートを担当[25]
- VOICE（前述）
- カワスポ → 月刊カワスポ（2013年4月5日 - 2014年10月10日）※レギュラーでナレーターを担当。番組のテーマによっては、密着取材のリポートやコーナー進行を務めていた。『カワスポ』時代の2013年7月から、正式にアシスタントを兼務。
- VVヴィッセル（2014年放送分） - ヴィッセル神戸に関する情報番組で、月に1回水曜日の深夜に放送。『カワスポ』と同じく、河田と共演していた。2015年放送分では、河田と豊崎がMCを担当。
- マンデータイガースTV（GAORA）
- GAMBA TV〜青と黒〜（不定期）
- ミント! 木曜日（2019年4月 - 2021年3月）
  - 番組開始を機に、「特命取材班 チームF」（「私たちスルーできないっ!」の後継企画で同年8月2日に終了）の取材リポートを、市川との隔週交代で担当。他のロケ企画（木曜日に放送されていた「アジアンのぶらパト」など）のナレーターも務めていた。2020年4月から2021年3月まで、「村瀬哲史の街GOO（マッチグー）! 関西深掘りニュース」（「アジアンのぶらパト」の後継企画）のナレーターに専念。
- コトノハ図鑑→「へぇ〜のコトノハ」（不定期）
  - 所属する毎日放送アナウンサー室の企画で、2018年7月から2020年3月まで『コトノハ図鑑』（事前収録のレギュラー番組）として放送された後に、2020年4月から2021年3月まで「へぇ〜のコトノハ」（『ちちんぷいぷい』でアシスタントを担当しない月・水曜日→水曜日のレギュラーコーナー）へ移行。移行後は、主にナレーションを担当していた。
- + music（第5代ナレーター、2020年4月20日 - 2021年3月23日）
  - 第4代のナレーターを務めていた後輩アナウンサー・清水麻椰のMC抜擢に伴う担当。
- 皇室アルバム（ナレーター）
  - 2015年4月から2023年1月15日（毎日放送での放送日）までナレーターを務めていた高井美紀（先輩アナウンサー）が2023年1月25日に急逝したことを受けた暫定措置の一環として、以下の放送回で担当[26]。
    - 2月12日：第3224集「秋篠宮さま 広島へ」
    - 2月19日：第3225集「天皇皇后両陛下 皇宮警察年頭視閲式へ」
    - 3月5日：第3227集「天皇陛下 63歳に」
    - 3月12日：第3228集「紀子さま 熊本へ」
    - 3月19日：第3229集「色とりどりの花に囲まれて」
    - 3月26日：第3230集「佳子さま 早春のおでかけ」
    - 4月2日：第3231集「桜咲く 春の訪れ」

  - その後、2023年8月20日放送分の第3250集「紀子さま 夏の福島へ」にて、高井の後任に就いた上田悦子（先輩アナウンサー）の代役を務めた。

#### ラジオ
- MBSニュース最終便（金曜のみ、2007年9月21日までキャスターとして出演）[27]
- こども音楽コンクール（日曜日、2005年 - 2006年担当）
- スッごい!おとなの時間（土曜日）
- はやみみラジオ!水野晶子です（「5分で分かるケイザイ」のみ、水・木曜担当）
- MBSどっと!アナ「マイコーJポップステーション」（2007年度のナイターオフ番組、日曜日）
  - 伊藤広アナウンサー（当時）とパーソナリティを担当。当番組のタイトルに使われたのを機に、愛称の『マイコー』が広く知られるようになった。
- MBSサウンドキングダム火曜日（前述、第1部・第2部を通じて4時間の生放送に出演）
- MBSうたぐみ Smile×Songsパーソナリティ（2009年4月 - 2010年9月28日）
  - 前番組『MBSサウンドキングダム』から続投。2009年4月の放送開始から同年10月1日までは木曜日、その後は火曜日のパーソナリティを務めていた。
- 2009Jリーグ 関西4クラブをまとめて応援します!スペシャル（2009年10月12日、『MBSマンデースペシャル』内で放送）[28]
- 上野誠の万葉歌ごよみ（2010年4月 - 2011年3月、産前産後休暇に入った上田悦子の代役でアシスタントを担当）
- MBSベースボールパーク ベンチリポーター（主に水曜日・土曜日の阪神ホームゲーム中継へ出演）
  - 『MBSタイガースナイター』時代の2010年8月25日放送分から、『MBSベースボールパーク』へ移行後の2014年度まで担当。産前産後休暇に入っていた2015年度以降は、フリーアナウンサーの市川いずみが、金 - 日曜日スタジオアシスタントとの兼務扱いでリポーターを担当していた（2020年度から火 - 木曜日スタジオアシスタントへ異動）。
- MBSとらぐみタイガースライブ!土曜日（2010年・2011年度以降のナイターオフ番組、「とらぐみアナ」として取材・進行を担当）
- 情報どっか〜んライブ!ホームランラジオ火曜日（2011年度のナイターオフ番組、スポーツコーナー担当）
- 毎日カルチャースペシャル ラジオウォーク（第29回（2010年2月11日放送）の中継でリポーターとして初参加）
- 上泉雄一のええなぁ!（「知ってええなぁ!ちなみNEWS」進行担当）
  - 1度目の産前産後休暇から復帰後の2016年4月15日から、2度目の産前産後休暇へ入る直前の2017年3月31日まで、金曜日を担当。先輩アナウンサーでもある上泉雄一が夏季休暇に入っていた2016年8月26日・2019年9月10日放送分では、『松本麻衣子のええなぁ!』というタイトルで、全編のパーソナリティ代理と「知ってええなぁ!ちなみNEWS」の進行役を兼務した。
  - 2度目の産前産後休暇から復帰直後の2018年3月20日（火曜日）に、「知ってええなぁ!ちなみNEWS」の進行役として復帰。本来は同曜日の進行役である上田悦子が、翌日（3月21日）開催の『ラジオウォーク』の下見で休演したことに伴う暫定措置であった。同年4月改編からは、木曜日を中心に担当。木曜日の放送では、「発令!テンション下がる注意報」（16時台後半）の進行役も務めた。
  - 2019年度には、主に火曜日（不定期で水曜日）を担当。2020年度からは、水曜日を中心に出演していた。2021年10月改編で放送枠が夕方から早朝へ移動することを機に、水曜夕方枠での最終回（同年9月30日放送分）で降板。
  - 早朝移動後は、2024年8月5日（月曜日パートナー・西村麻子の夏季休暇）、11月14日（木曜日パートナー・海渡未来の宮崎出張）に代演。
- スマラジw水曜日「マイコー・ミュージック」（2016年度のナイターオフ期間限定番組）[29]
  - 1度目の産前産後休暇から復帰後初めて、ラジオ番組のレギュラーパーソナリティを担当。
- スマラジw金曜日「ナジャとアナの虹色レインボー」（2017年2月10日、パートナー）
- 山岸久朗弁護士 その法律グルメ話に異議あり!（2019年4月6日 - 6月29日、毎週土曜日17:45 - 17:59）
- あどりぶラヂオ（2021年4月改編から9月まで月に1回のペースで木曜未明放送分のパーソナリティを担当）
  - 2019年1月3日に「MBSアナウンサースペシャル」（アナウンサーによるパーソナリティリレー企画）で初めて出演した後に、同年12月20日放送分から全編のパーソナリティを随時担当。パーソナリティを務める回では、カバーソングと原曲をフルコーラスで聞き比べることをテーマに、放送用の選曲にも携わっていた。
- ポチっとMini枠（前述）
  - 放送開始の翌週（2023年4月10 - 13日）には、パーソナリティも単独で担当。
- 村瀬哲史とKRIC!不動産の時間。（2022年10月3日 - 2024年9月30日、毎週月曜日18:45 - 19:00）
- こんちわコンちゃんお昼ですょ!（2023年7月14日・8月11日 - 2024年3月29日の金曜日…不定期）
  - 当時の金曜日アシスタント・山本量子が持病（婦人系のがん）の治療を伴う休暇を取得したことを受けて[30]、アシスタントを代行。通常は曜日を問わず番組内の「MBSニュース」を随時担当しているが、メインパーソナリティの「コンちゃん」（元・毎日放送アナウンサーの近藤光史）と番組の全編にわたって共演することは、『こんちわコンちゃんお昼ですょ!』での代演が初めてであった。

以下の番組はいずれも、『MBSマンデースペシャル』枠で生放送。
- MBSベースボールパーク番外編 今日は投げないんです!蹴るんです!スペシャル（2018年6月11日）
  - 2018 FIFAワールドカップの開幕に向けた特別番組で、2回目の産前産後休暇まで前述のサッカー関連番組に携わってきたことから、パーソナリティを担当。スポーツ関連番組への出演は、テレビ・ラジオを通じても、2回目の休暇から復帰後初めてであった。
- 近藤亨と松本麻衣子のミュージックボックス（2018年11月13日）
  - 先輩アナウンサー・近藤亨とのコンビでパーソナリティを担当。ラジオの音楽番組への出演は、2回目の産前産後休暇から復帰後初めてであった。

この他にも、日曜深夜（月曜未明） - 月曜早朝に設定されている放送休止時間帯には、局名（MBSラジオ）・コールサイン（JOOR）と試験電波を発射中である旨を松本の声で知らせるアナウンス（事前収録）が随時流れている。

## 関連人物
- 高井美紀
- 大八木友之
- 河田直也
- 西靖
- 水野晶子
- 吉竹史
- 伊藤広
- 明石家さんま
- バッファロー吾郎
- ケンドーコバヤシ
- 松本美香
- ますだおかだ